# 杰克·麦克贝恩
杰克·麦克贝恩（英語：Jack McBain，2000年1月6日—），加拿大男子冰球运动员，场上位置是前锋。他曾代表加拿大国家队参加2022年冬季奥林匹克运动会冰球比赛，获得第6名。